# Sean O'Donnell

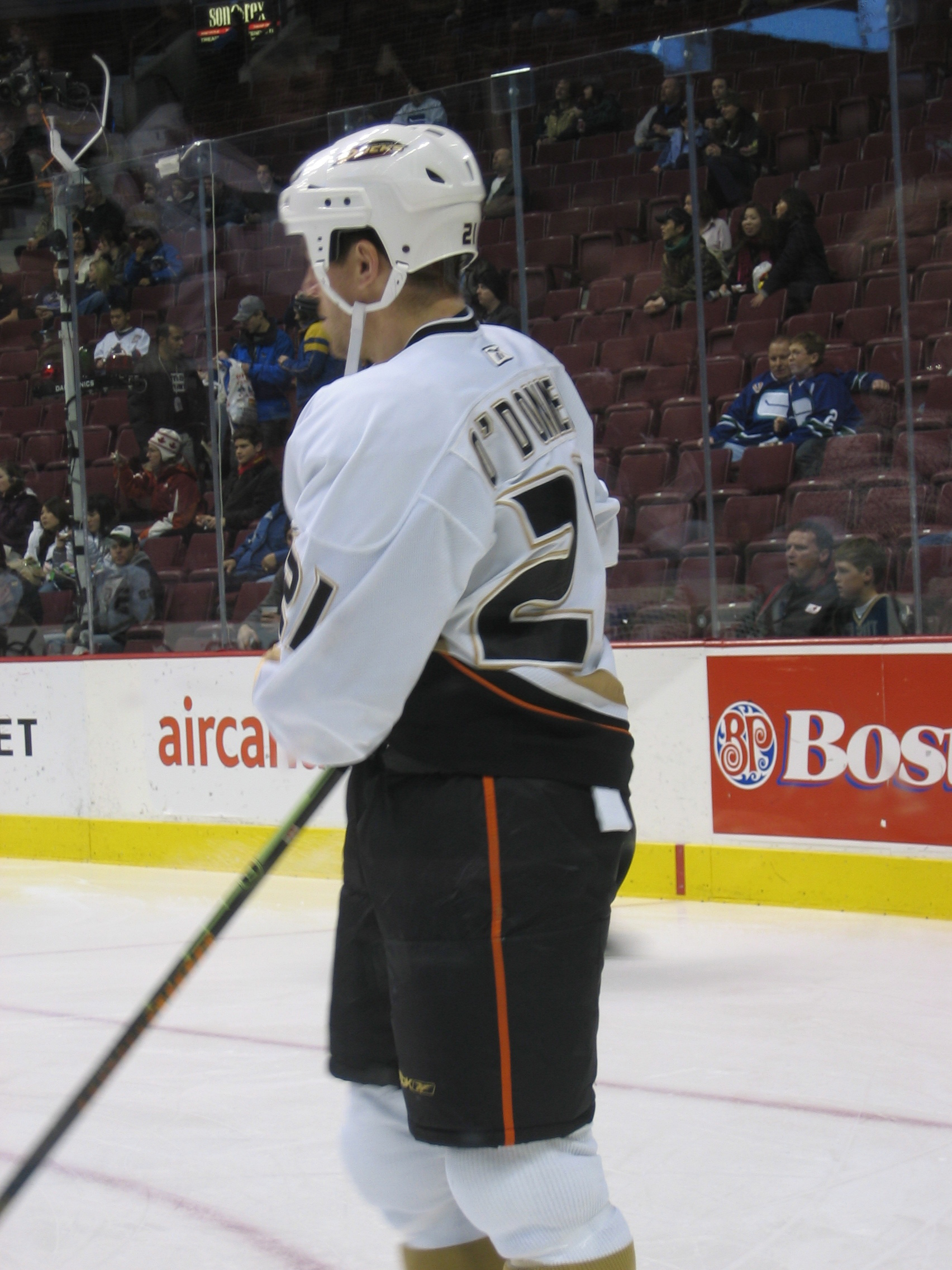
Sean O'Donnell under sin tid i Anaheim Ducks.

Sean O'Donnell, född 13 oktober 1971 i Ottawa, Ontario, är en kanadensisk före detta professionell ishockeyspelare som sist spelade för Chicago Blackhawks i NHL.
O'Donnell valdes som 123:e spelare totalt av Buffalo Sabres i NHL-draften 1991. Han har tidigare spelat för NHL-lagen Philadelphia Flyers, Anaheim Ducks, Minnesota Wild, New Jersey Devils, Boston Bruins, Phoenix Coyotes och Los Angeles Kings.
O'Donnell var med och vann Stanley Cup med Anaheim Ducks säsongen 2006–07.
Han var främst känd för sitt fysiska backspel.

## Statistik
CJHL = Canadian Junior Hockey League

### Klubbkarriär
| 1987–88    | Kanata Valley Lasers Jr.A. | CJHL       | 44   | 4  | 19  | 23  | 107  | —   | — | —  | —  | —   |
| 1988–89    | Sudbury Wolves             | OHL        | 56   | 1  | 9   | 10  | 49   | —   | — | —  | —  | —   |
| 1989–90    | Sudbury Wolves             | OHL        | 64   | 7  | 19  | 26  | 84   | 7   | 1 | 2  | 3  | 8   |
| 1990–91    | Sudbury Wolves             | OHL        | 66   | 8  | 23  | 31  | 114  | 5   | 1 | 4  | 5  | 10  |
| 1991–92    | Rochester Americans        | AHL        | 73   | 4  | 9   | 13  | 193  | 16  | 1 | 2  | 3  | 21  |
| 1992–93    | Rochester Americans        | AHL        | 74   | 3  | 18  | 21  | 203  | 17  | 1 | 6  | 7  | 38  |
| 1993–94    | Rochester Americans        | AHL        | 64   | 2  | 10  | 12  | 242  | 4   | 0 | 1  | 1  | 21  |
| 1994–95    | Phoenix Roadrunners        | IHL        | 61   | 2  | 18  | 20  | 132  | 9   | 0 | 1  | 1  | 21  |
| 1994–95    | Los Angeles Kings          | NHL        | 15   | 0  | 2   | 2   | 49   | —   | — | —  | —  | —   |
| 1995–96    | Los Angeles Kings          | NHL        | 71   | 2  | 5   | 7   | 127  | —   | — | —  | —  | —   |
| 1996–97    | Los Angeles Kings          | NHL        | 55   | 5  | 12  | 17  | 144  | —   | — | —  | —  | —   |
| 1997–98    | Los Angeles Kings          | NHL        | 80   | 2  | 15  | 17  | 179  | 4   | 1 | 0  | 1  | 36  |
| 1998–99    | Los Angeles Kings          | NHL        | 80   | 1  | 13  | 14  | 186  | —   | — | —  | —  | —   |
| 1999–00    | Los Angeles Kings          | NHL        | 80   | 2  | 12  | 14  | 114  | 4   | 1 | 0  | 1  | 4   |
| 2000–01    | Minnesota Wild             | NHL        | 63   | 4  | 12  | 16  | 128  | —   | — | —  | —  | —   |
| 2000–01    | New Jersey Devils          | NHL        | 17   | 0  | 1   | 1   | 33   | 23  | 1 | 2  | 3  | 41  |
| 2001–02    | Boston Bruins              | NHL        | 80   | 3  | 22  | 25  | 89   | 6   | 0 | 2  | 2  | 4   |
| 2002–03    | Boston Bruins              | NHL        | 70   | 1  | 15  | 16  | 76   | —   | — | —  | —  | —   |
| 2003–04    | Boston Bruins              | NHL        | 82   | 1  | 10  | 11  | 110  | 7   | 0 | 0  | 0  | 0   |
| 2005–06    | Phoenix Coyotes            | NHL        | 57   | 1  | 7   | 8   | 121  | —   | — | —  | —  | —   |
| 2005–06    | Mighty Ducks of Anaheim    | NHL        | 21   | 1  | 2   | 3   | 26   | 16  | 2 | 3  | 5  | 23  |
| 2006–07    | Anaheim Ducks              | NHL        | 79   | 2  | 15  | 17  | 92   | 21  | 0 | 2  | 2  | 10  |
| 2007–08    | Anaheim Ducks              | NHL        | 82   | 2  | 7   | 9   | 84   | 6   | 1 | 1  | 2  | 2   |
| 2008–09    | Los Angeles Kings          | NHL        | 82   | 0  | 12  | 12  | 71   | —   | — | —  | —  | —   |
| 2009–10    | Los Angeles Kings          | NHL        | 78   | 3  | 12  | 15  | 70   | 6   | 0 | 1  | 1  | 4   |
| 2010–11    | Philadelphia Flyers        | NHL        | 81   | 1  | 17  | 18  | 87   | 11  | 0 | 2  | 2  | 5   |
| 2011–12    | Chicago Blackhawks         | NHL        | 51   | 0  | 7   | 7   | 23   | 2   | 0 | 0  | 0  | 0   |
| NHL totalt | NHL totalt                 | NHL totalt | 1224 | 31 | 198 | 229 | 1809 | 106 | 6 | 13 | 19 | 129 |

### Internationellt
| År     | Lag    | Turnering |   | Matcher | Mål | Assist | Poäng | Utv |
| ------ | ------ | --------- | - | ------- | --- | ------ | ----- | --- |
| 1999   | Kanada | VM        | 9 | 1       | 2   | 3      | 6     |     |
| Totalt | Totalt | Totalt    | 9 | 1       | 2   | 3      | 6     |     |